# Stadsbranden i Umeå

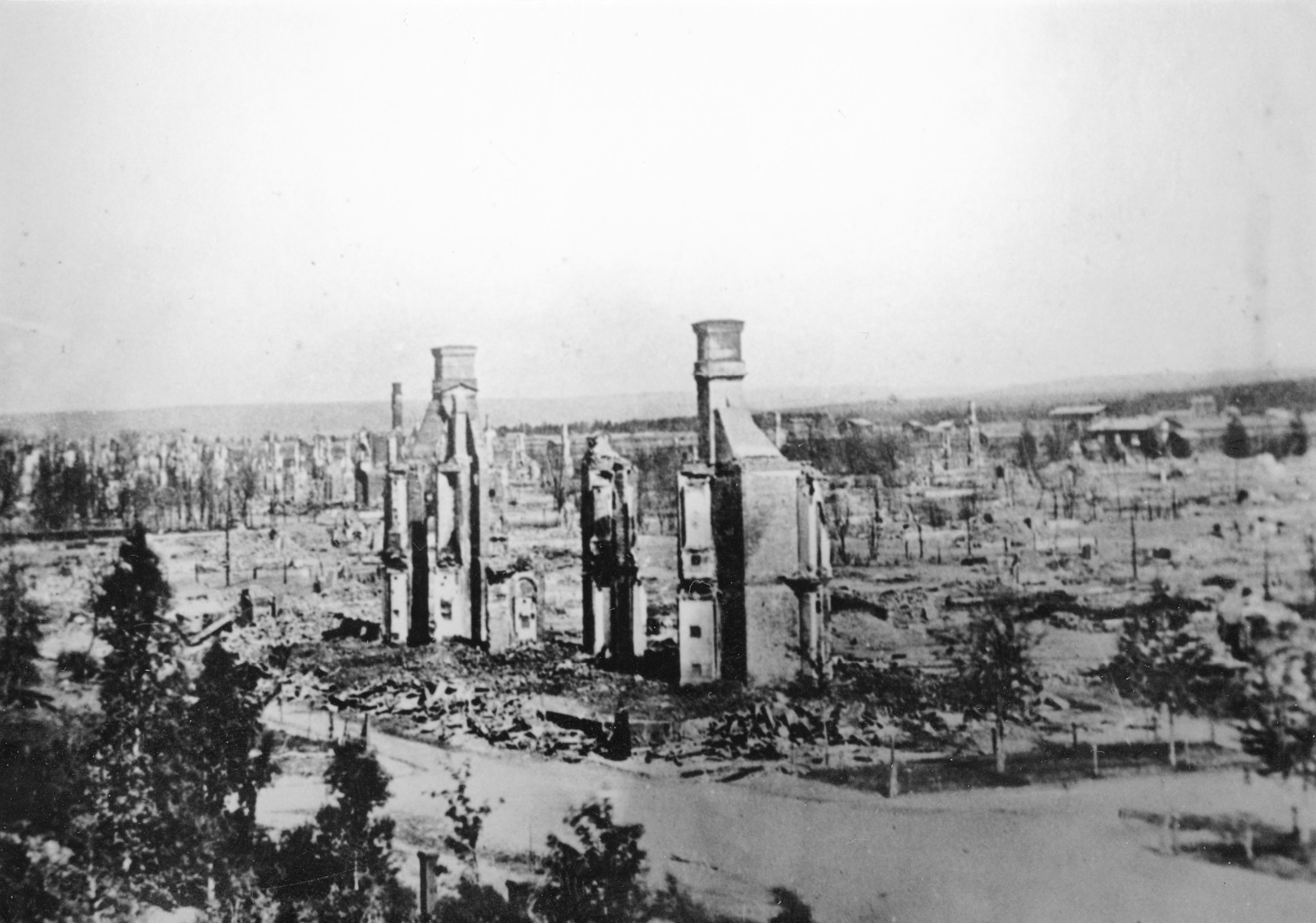
Umeå efter stadsbranden 1888.

Stadsbranden i Umeå, den 25 juni 1888 – samma dag som Sundsvallsbranden – ödelade nästan hela den lilla trästaden Umeå. Samma dag brann även stora delar av Lilla Edet.
Bränder var ingen ovanlighet förr i tiden. Umeå hade brunnit flera gånger förut, bland annat 1714 när staden brändes ned av ryssarna och vid en eldstorm 1848. Så sent som sommaren 1887 hade Luleå närmast utplånats av en stadsbrand – och på julaftonen samma år brann Umeå stads kyrka ned till grunden.

## Historik

### Bakgrund
Sommaren 1888 var extremt torr. Hushållningssällskapets meteorologiska station i Yttertavle hade vid midsommar inte uppmätt en enda millimeter regn. Rökförbud var infört på allmän plats i Umeå för att minska brandrisken. Tidningen Westerbotten skrev i numret före midsommaraftonen att "Wäderleken är torr, warm och blåsig. Regn vore synnerligen välkommet, men förhoppningarna derom synes allt fortfarande blifwa gäckade". Midsommardagen övergick den nordvästliga vinden till stormstyrka. Och som ytterligare ett tecken utbröt på morgonen den 25 juni en brand vid ett sågverk i Holmsund, knappt två mil nedströms Umeälven, varpå stadens enda ångspruta flyttades dit. Trots att många umeåbor tog sig med båt till Holmsund för att hjälpa till med släckningsarbetet, brann hela samhället ned, utom telegrafstationen.

### Branden

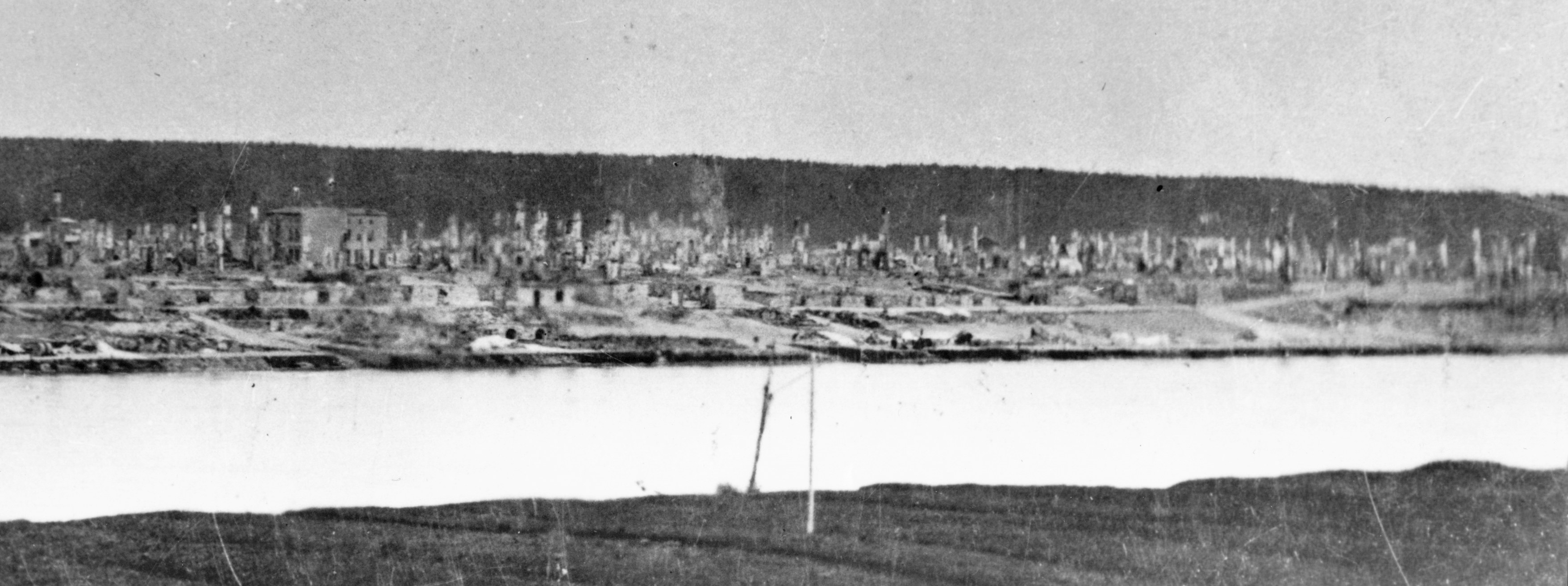
Umeå sett från Teg, strax efter stadsbranden.

Strax efter klockan ett på eftermiddagen den 25 juni började klockorna i Rådhustornet ringa även i Umeå. Eld hade uppstått strax väster om Renmarksbäcken nere vid älven, på vinden i bryggeriets huvudbyggnad, där man förvarade torr säv och kork. Trots att elden upptäcktes tidigt och alarmberedskapen var god – såväl brandsprutor och ett stort antal frivilliga fanns snart på plats – spreds brinnande takspån från bryggeriet snabbt till granntomterna i den hårda nordöstliga vinden. 
En första brandvåg spred sig västerut mot Storgatan, och följdes snart av en andra brandvåg i östlig riktning längs magasinen vid älvkajen, vilket skar av vattentillförseln till brandsprutorna och närmast omöjliggjorde släckningsarbetet. Brandmanskapet riskerade att kringgärdas av eld och var tvungna att överge slangarna – och likt resten av umeborna försöka rädda vad de kunde av sina tillhörigheter.

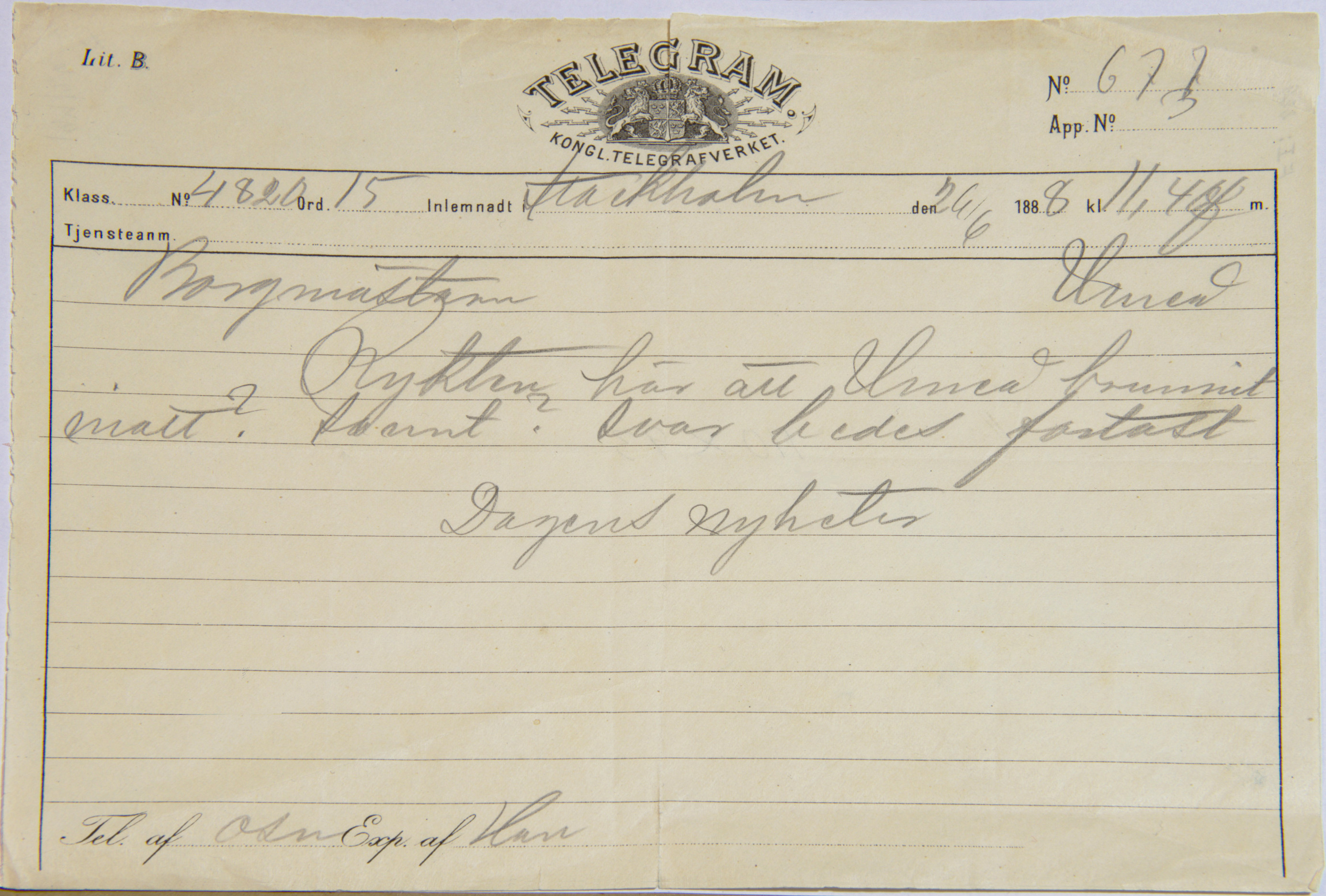
Dagens Nyheters telegram till borgmästaren i Umeå 26 juni 1888 "Rykten här att Umeå brunnit inatt? Sant? Svar bedes fortast".

Elden fortsatte rycka fram till sju-åtta-tiden på kvällen och hejdades först av björkarna på Östra Esplanaden. Stadsdelen Malmen (nuvarande kvarteren Njord och Loke), den nybyggda västra stadsdelen (som låg väster om Renmarksbäcken) och husen öster om esplanaden klarade sig från branden. Det enda hus som stod kvar inom brandområdet var det petterssonska stenhuset vid rådhuset. I väster klarade sig dessutom bankhuset, folkskolelärarinneseminariet (nuvarande Hovrätten för Övre Norrland), gamla länslasarettet samt 39 gårdar. I öster undkom fängelset samt 12 nybyggda gårdar lågorna.
Lika bra gick det inte för länsresidenset, rådhuset, apoteket, posten, telegrafen och sparbanken, som alla förstördes. Elden spred sig också över älven och antände Scharins och Glas skeppsvarv på Teg samt ett 20-tal gårdar på Ön.
Ingen människa omkom i branden, som dock gjorde mer än 2 500 av stadens 3 000 invånare hemlösa.

### Konsekvenser

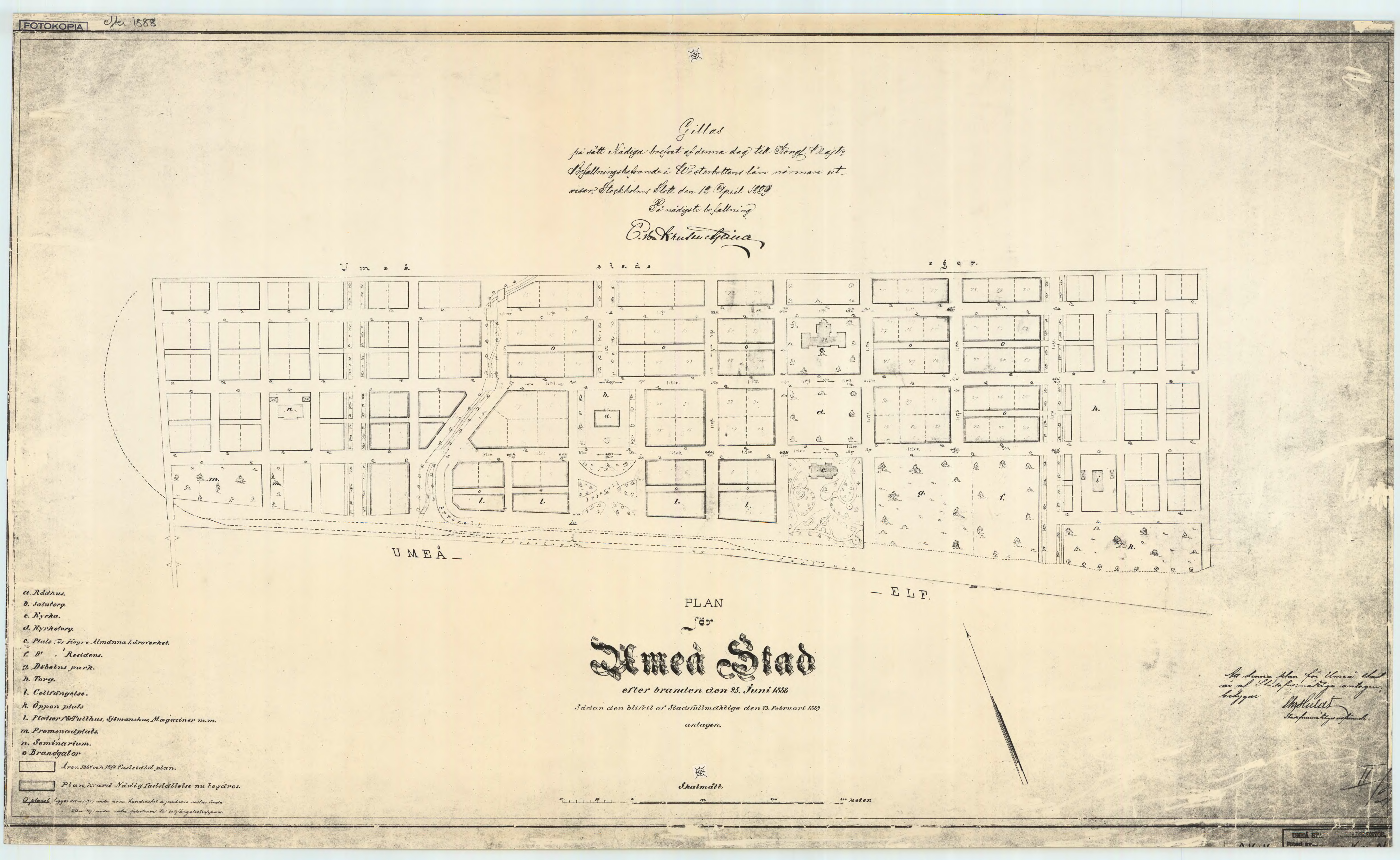
Umeå 1889 - Plan för Umeå Stad efter branden.

Branden var naturligtvis en katastrof för de drabbade. Den blev också något av en vändpunkt i utvecklingen av Umeå, vilket idéhistorikern Björn Olsson skrev i programmet till Spelet om den stora branden, den sommarteater som 1988 sattes upp till minne av branden.
Den nedbrunna staden hade växt nära sin bristningsgräns och bestod av ett tätt gytter av små hus, magasin och uthus, trånga gator och smala gränder. Branden öppnade möjligheter för en förnyelse av stadsplaneringen – inte minst genom beslutet att anlägga bredare gator kantade av brandskyddande björkar, något som med tiden gav Umeå epitetet Björkarnas stad.
I enlighet med 1889 års stadsplan anlades också en mängd 30 fot breda brandgator, där husägare ålades att ha en vagn med vattenspruta stående i beredskap. Trots byggnadsförbud på de instängslade brandgatorna kom de dock snart att användas som inhägnader för stadsbornas smådjur och lades så småningom igen.
Återuppbyggnaden utlöste en hektisk byggrusch och den "nya tiden" tycks ha förändrat umebornas självsyn, menar Olsson. Kommunalpolitikerna tog initiativ till djärvare investeringar; man satsade på skolväsendet, staden blev bland de första att få elektrisk belysning (1892)  och nåddes några år senare av järnvägen. 1899 byggdes ett vattenkraftverk i Klabböle strax väster om staden och 1901 lockade man till sig ett dragonregemente. I detta skede uttalades också för första gången ambitionen att ta upp kampen med Härnösand om att bli Norrlands Aten och en centralort för Norrland.